# Die Original Moorhuhnjagd
Moorhuhn (später Die Original Moorhuhnjagd) ist ein Shoot-’em-up-Computerspiel. Das Spiel erschien im Jahr 1999 für Windows.

## Entstehung des Spiels
Das Spiel wurde als Werbespiel für Johnnie Walker entwickelt und in ausgewählten Kneipen und Bars auf Laptops präsentiert. Besonders gute Schützen haben ein Exemplar für die private Nutzung geschenkt bekommen. Weil die Datei klein war, konnte diese einfach per E-Mail verschickt werden. Dadurch verbreitete sich das Spiel in einer rasanten Geschwindigkeit und sorgte für einen regelrechten Moorhuhn-Boom um die Jahrtausendwende. Das Moorhuhn erlangte deutschlandweit einen flächendeckenden Bekanntheitsgrad.

## Spiel
Im Spiel muss man in 90 Sekunden so viele der Moorhühner abschießen wie möglich. Geschossen wird mit der linken, nachgeladen mit der rechten Maustaste. Moorhühner, die nahe am Schützen vorbeifliegen, bringen beim Abschießen fünf Punkte, welche mit größerem Abstand zum Schützen zehn Punkte, und Moorhühner, die weit entfernt am Horizont vorbeifliegen, bringen beim Abschuss 25 Punkte. Außerdem gibt es in jedem Spiel vier Moorhühner, die an die Flügel einer Windmühle gefesselt sind, für deren Abschuss es jeweils 25 Punkte gibt, und für den Abschuss des Hutes auf einer Vogelscheuche gibt es weitere 25 Punkte. Zudem taucht ein „Mutterhuhn“ in unregelmäßigen Abständen mit lautem Gegacker am Bildschirmrand auf; es bringt bei Abschuss 25 Punkte ein. Wenn man andere Flugobjekte als Moorhühner abschießt, verliert man 25 Punkte. Man muss immer nach acht Schüssen das Gewehr nachladen, um weitere Moorhühner abschießen zu können.